# Злочин у Мирковцима
Злочин у селу Мирковци је назив за серију ратних злочина над српским цивилним становништвом у селу Мирковци, (општина Винковци) која је започела још у јуну 1991. године, када су припадници хрватске војске најпре злостављали и ликвидирали више мештана овог места у Источној Славонији а потом село држали око годину дана под опсадом гранатирајући цивилне циљеве. У месту Мирковци убијено је 47-оро Срба - мештана Мирковаца, међу којима је било 36 цивила и 11 бранилаца села. Mеђу жртвама је било 11 жена и једно дете. Најмлађа жртва је била Бранислава Голубовић, девојчица од 14 година, а најстарија Милица Павић, стара 85 година.
Према попису из 1991. у Мирковцима је живело 3.233 становника, од чега 2.375 Срба и 177 Југословена. Након етничког чишћења које су спровеле хрватске снаге у периоду од 1991. до 1995. ово већинско српско село је доживело праву демографску промену. Према попису из 2001. у Мирковцима је живело 1.718 Срба односно 34,87 одсто укупног становништва.
Село је већ у лето 1991. (у јуну, јулу и августу) више пута нападано од стране различитих војних и паравојних хрватских формација, приликом чега је убијено неколико цивила. Становништво је било изложено застрашивању, многи цивили су малтретирани и злостављани.
Цивила Драгољуба Грађанског (54) хрватски војници су убили 22. јула 1991. године у његовој кући и то на спавању, а већ четири дана касније ликвидиран је цивил Милан Мацура.  Дана 6. августа 1991. године након злостављања је убијен и Цвјетко Шивчић а у својој породичној кући су након злостављања масакрирани супружници Марија (57) и Пајо Шашић (61).
У  рану јесен 1991. године Мирковци су били даноноћно изложени гранатирању и снајперској ватри са положаја хрватске војске, како из самог града Винковаца тако и из околних хрватских села. У тим нападима су често рањавани и убијани цивили - жене, старци и деца а највећи број цивила погинуо је 17. септембра и 28. октобра 1991. године. Село је константно држано под опсадом и у окружењу, а народ је живео скривајући се по склоништима и подрумима често без хране, воде, без адекватне медицинске помоћи и свих других основних намирница и потреба.
Toком гранатирања Мирковаца од стране хрватске војске 1991. године тешко је оштећен православни Храм светог Николе. Ова светиња је по завршетку рата више пута била мета напада вандала.

## Списак жртава
1. Бранислава Голубовац, цивил (1976—1991)
2. Марија Шашић, цивил, (1921-1991)
3. Пајо Шашић, цивил, (1920-1991)
4. Марија Маринковић, цивил (1960—1992)
5. Божо Свилар, цивил (1909—1991)
6. Марија Павић, цивил (1905—1991)
7. Јовица Грубић, цивил (1951—1991)
8. Марија Грубић, цивил (1927—1991)
9. Лазар Грубић, цивил (1938—1991)
10. Слободан Грубић, цивил (1957—1991)
11. Душанка Берић, цивил (1952—1991)
12. Јовица Алексић, цивил (1948—1992)
13. Ивица Бакула, цивил (1970—1991)
14. Бранко Божић, цивил (1962—1991)
15. Славица Бошковић, цивил (1940—1991)
16. Петар Деспотовић, цивил (1937—1991)
17. Борка Цвијановић, цивил (1961—1991)
18. Драгољуб Грађански, цивил (1937—1991)
19. Јања Маћешић, цивил (1935—1992)
20. Милан Мацура, цивил (1947—1991)
21. Душан Мацут, цивил (1920—1992)
22. Жељко Матијевић, цивил (1973—1992)
23. Радован Панић, цивил (1935—1991)
24. Јовица Поткоњак, цивил (1961—1992)
25. Љубица Савић, цивил (1951—1992)
26. Миленко Савић, цивил (1951—1992)
27. Марија Савић, цивил (-1992)
28. Саво Сикирица, цивил (1923—1991)
29. Цветко Шивчић, цивил (1936—1991)
30. Стана Турда, цивил (1930—1991)
31. Гојко Векић, цивил (1941—1992)
32. Радивој Воркaпић, цивил (1936—1992)
33. Живко Ђорђић, цивил (1919—1991)
34. Миломир Пашалић, цивил (1954—1991)
35. Здраво Тановић, цивил ( -1991)
36. Живко Шимић, цивил (1922—1991)
37. Бошко Везировић, бранилац (1935—1992)
38. Горан Грудић, бранилац (1963—1992)
39. Владимир Делић, бранилац (1960—1991)
40. Бранимир Дивић, бранилац (1961—1991)
41. Симо Ђекић, бранилац (1949—1991)
42. Мишо Зорић, бранилац (1952—1991)
43. Давид Илић, бранилац (1966—1991)
44. Веселин Ивановић, бранилац (1947—1991)
45. Богдан Јокић, бранилац (1946—1991)
46. Мило Миличевић, бранилац (1965—1991)
47. Предраг Шепа, бранилац (1970—1991)